# Bornholms Kunstmuseum
Bornholms Kunstmuseum ist ein dänisches Kunstmuseum, das bei den Helligdomsklipperne in Rø, 6 Kilometer nördlich von Gudhjem auf Bornholm gelegen ist, direkt an der nationalen dänischen Radroute Bornholm Rundt (N 10). Es wurde im Jahr 2022 von fast 34.376 Menschen besucht (2021: 33.625). Das Museum wurde im Jahr 1893 in Rønne als Teil von Bornholms Museum gegründet, wurde im Jahr 1971 selbständig und bezog 1993 neue Gebäude.

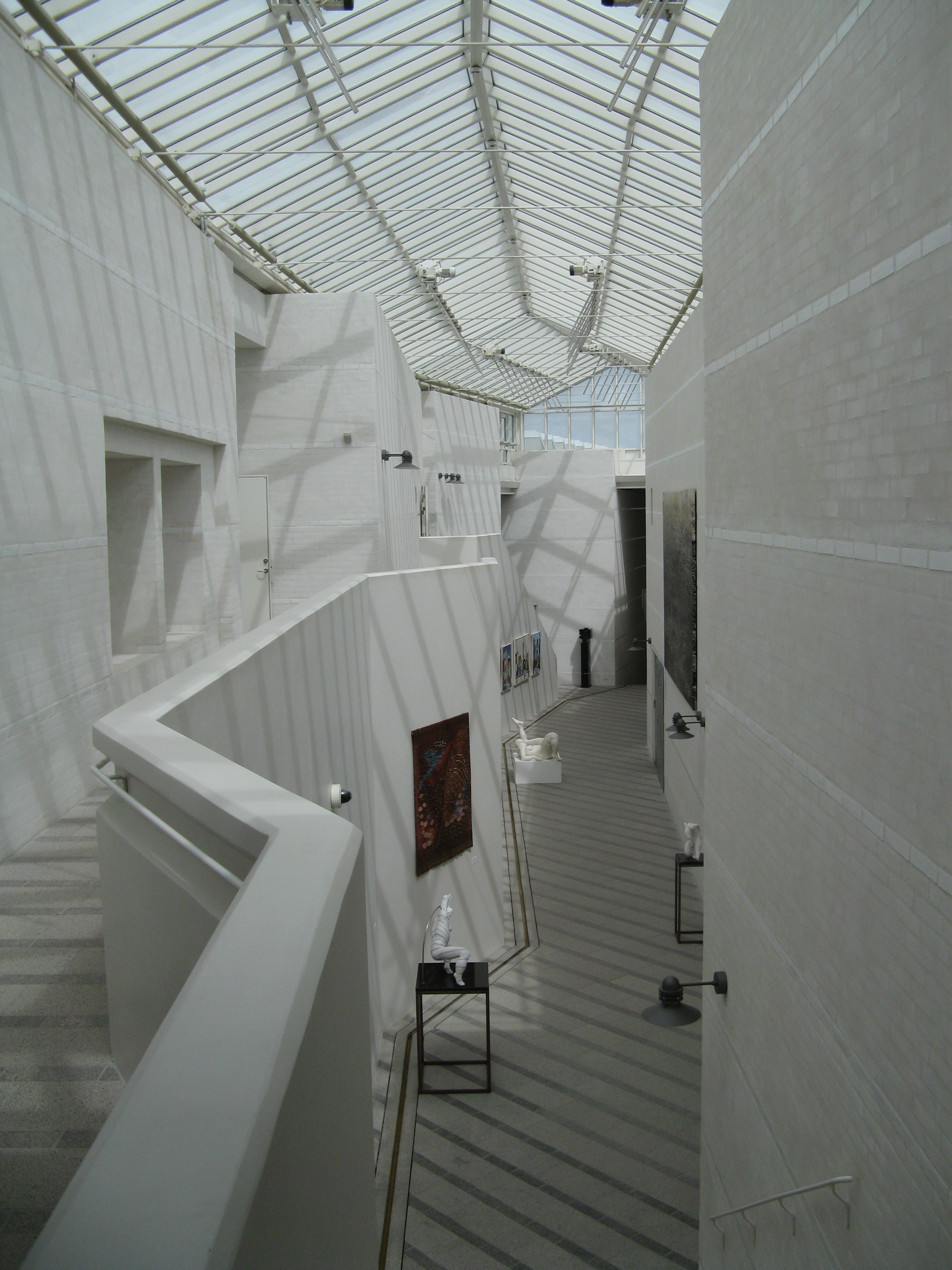
Bornholms Kunstmuseum

Das Museum hat eine große Sammlung von Bornholmer Kunst vom Beginn des 18. Jahrhunderts bis in die Gegenwart sowie eine große Sammlung von Kunsthandwerk, Keramik und Glas. Die Sammlung konzentriert sich auf Kunst, die einen Bezug zu Bornholm aufweist und legt dabei einen besonderen Fokus auf Werke Bornholmer Maler wie Oluf Høst, Olaf Rude, Karl Isakson und Niels Lergård.
Das 1993 eingeweihte, 4000 m² große Museumsgebäude wurde vom Architekturbüro Fogh og Følner ApS konzipiert, das auch später für den 2003 eingeweihten Anbau des Museums verantwortlich war. Die Sammlung befindet sich im Besitz – und wird unterhalten vom – Bornholms Museumsforening (Bornholmer Museumsverein), die Gebäude gehören der Bornholms Regionskommune. Das Museum wird von einer Reihe von Unternehmen gesponsert.
Ab Herbst 2023 ist das Museum wegen Bauarbeiten für zwei Jahre geschlossen. Es entsteht ein neues Museumscenter, in das auch das Bornholms Museum einziehen wird, das seine Räumlichkeiten bisher in Rønne hatte; zusätzlich wird ein neues Lichtmuseum entstehen.

## Abbildungen

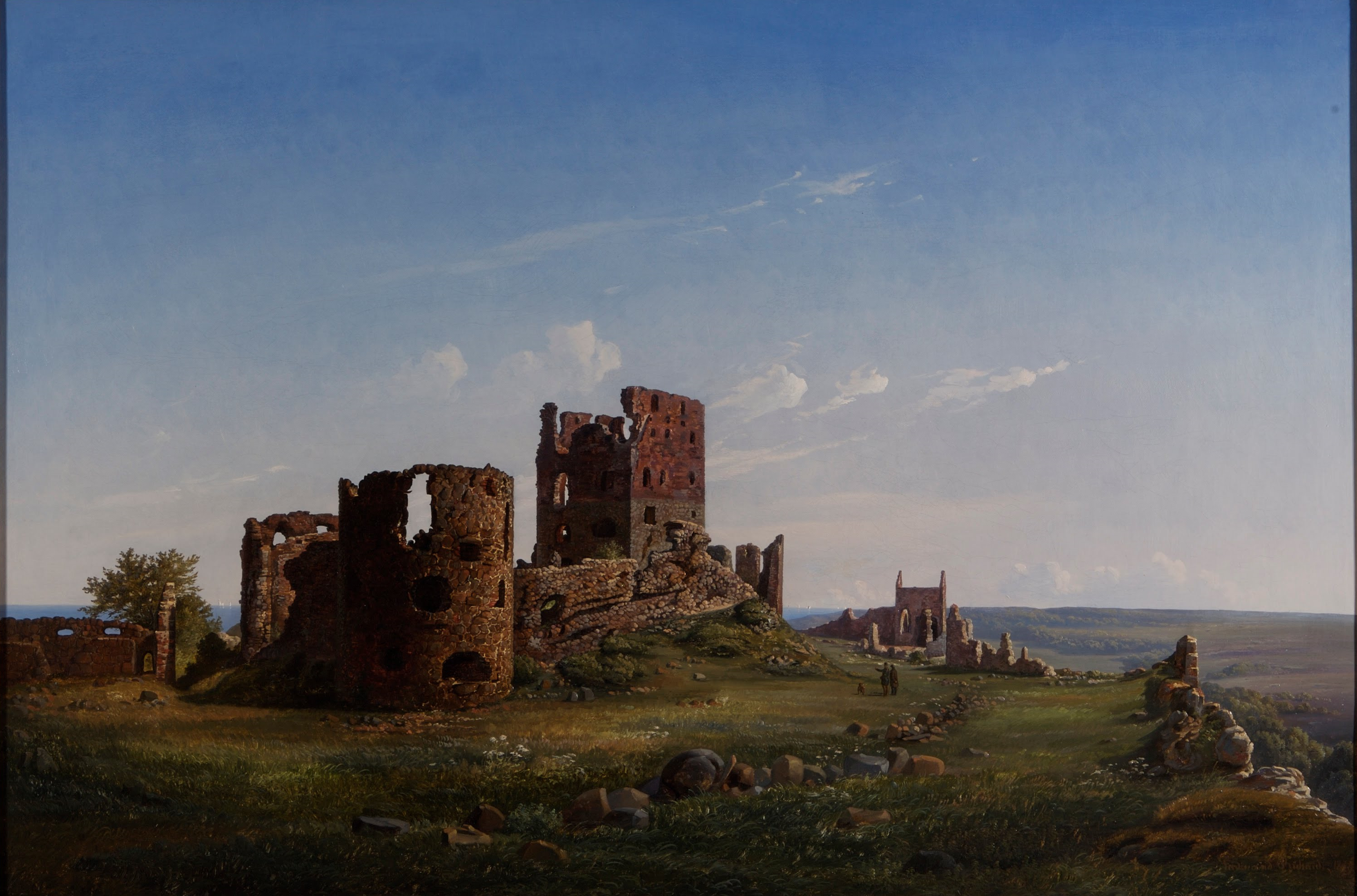
Hammershus, gemalt von Ferdinand Richardt
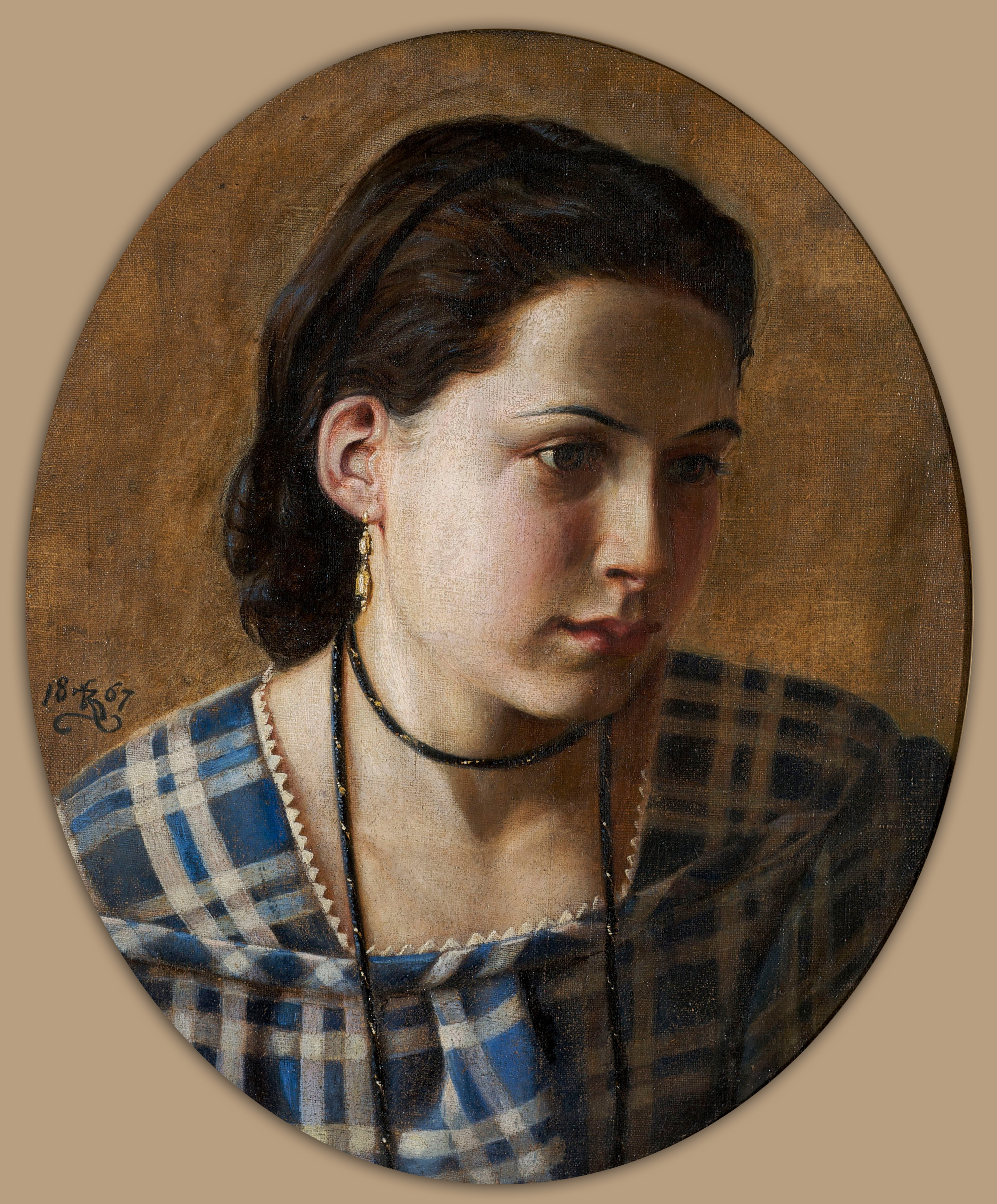
Portræt af en ung konfirmande
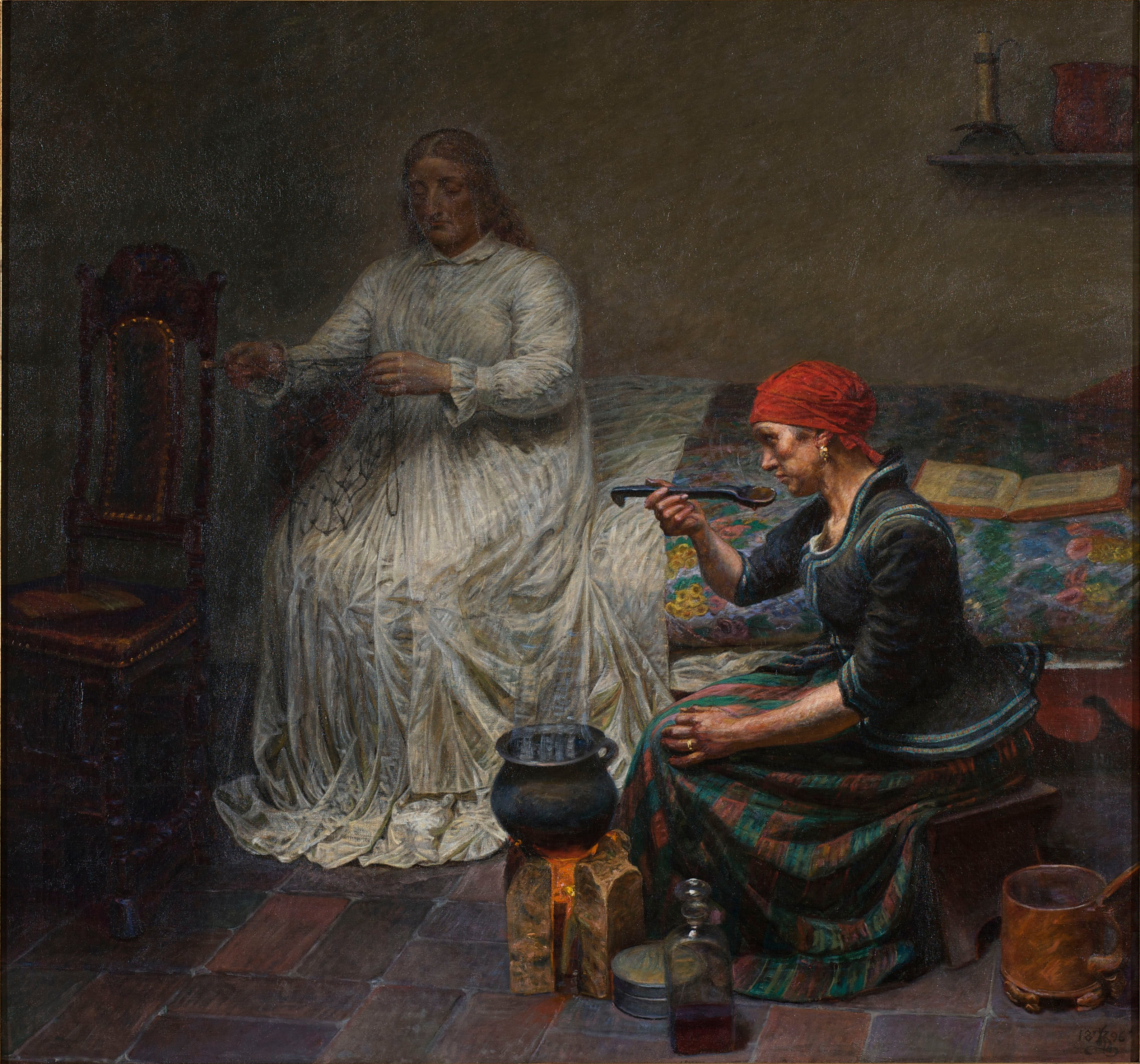
Kristian Zahrtmann: Leonora Christina i Blåtårn (Leonora Christina im Blauen Turm)
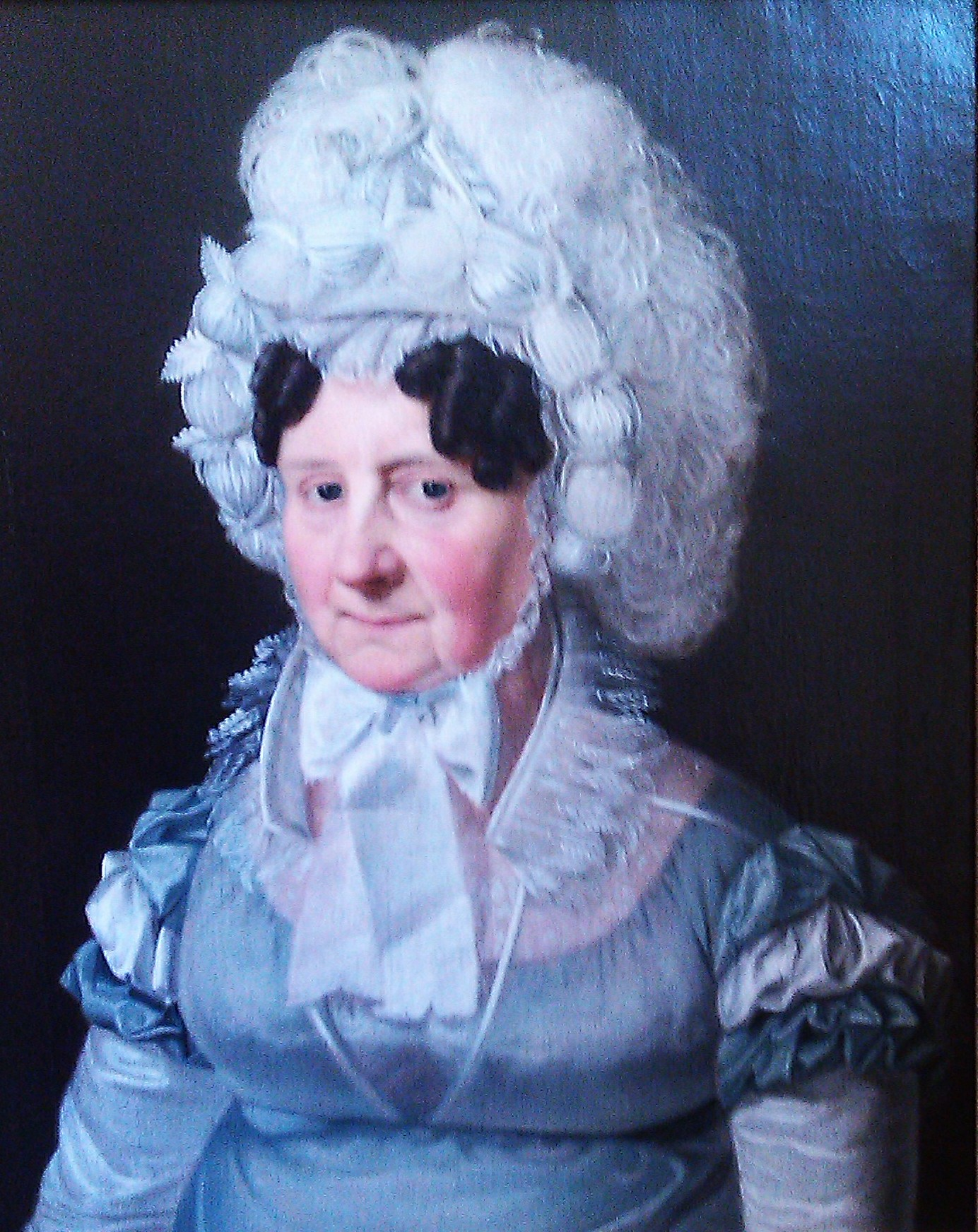
Johan Anton Bech: Etatsrådinde Marie Kofoed (Etatsrat Marie Kofoed)
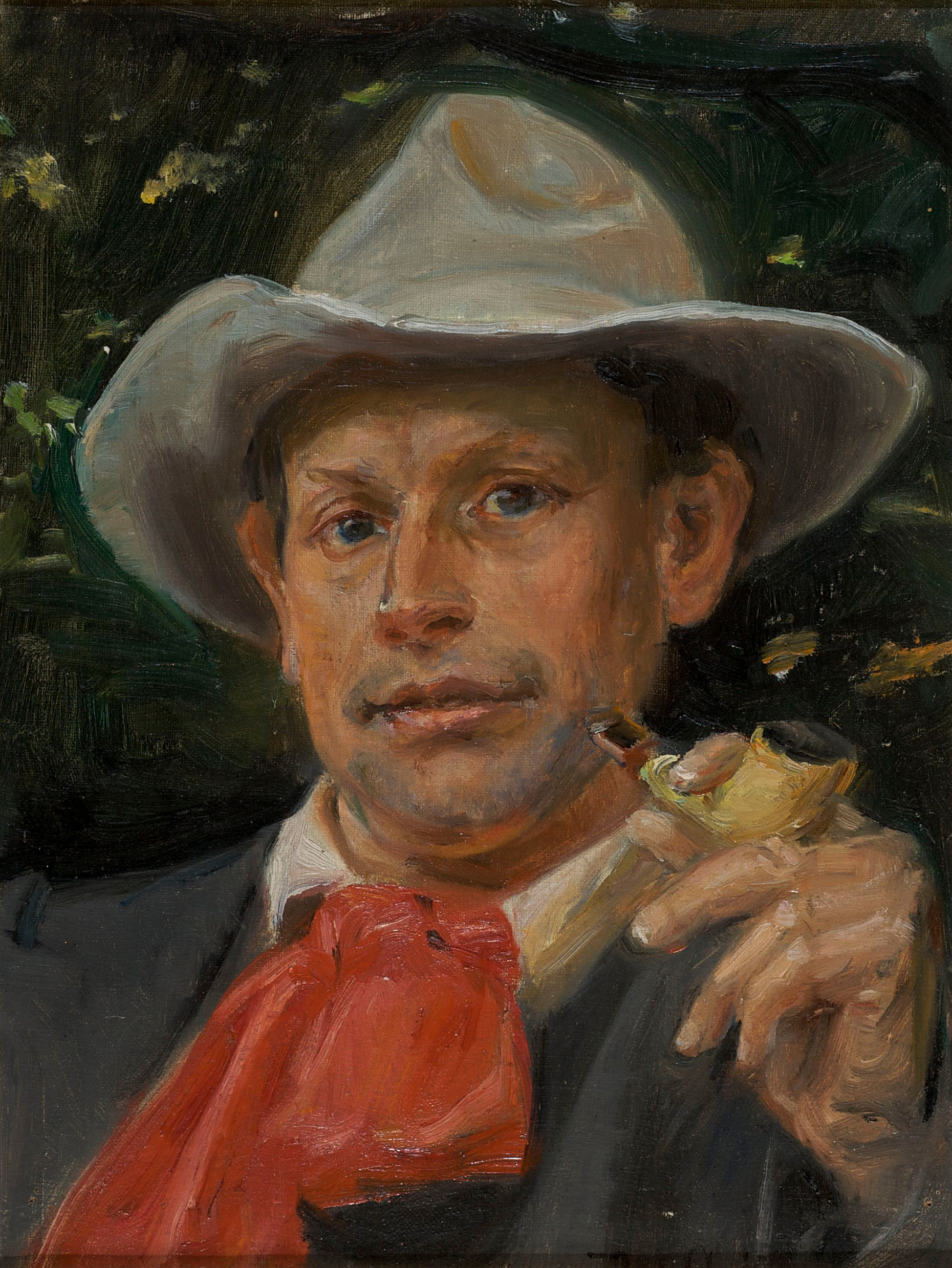
Michael Ancher: Portræt af Martin Andersen Nexø (Porträt von Martin Andersen Nexø)
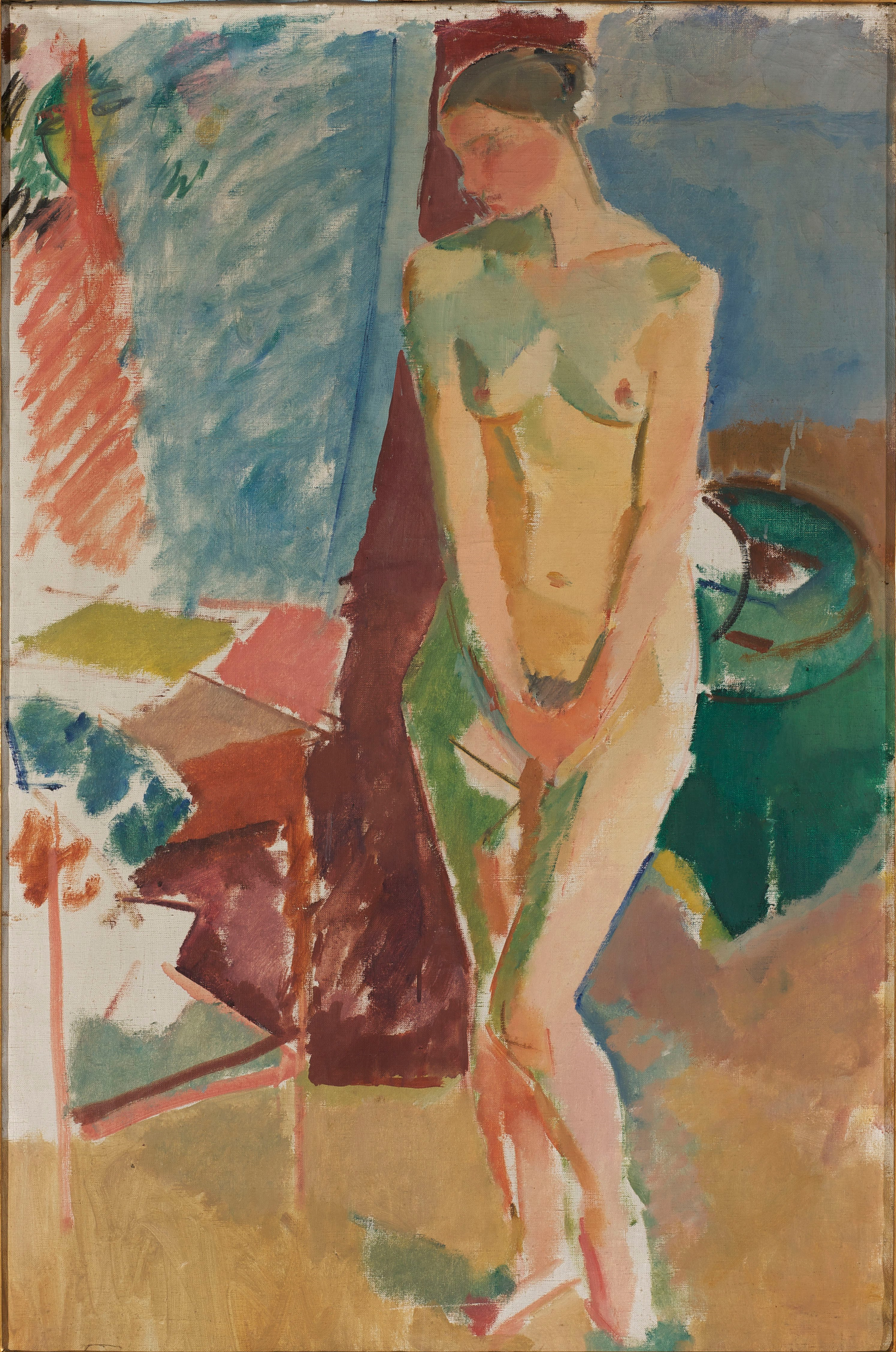
Karl Isakson: Stående nøgenmodel (Stehendes Aktmodell)
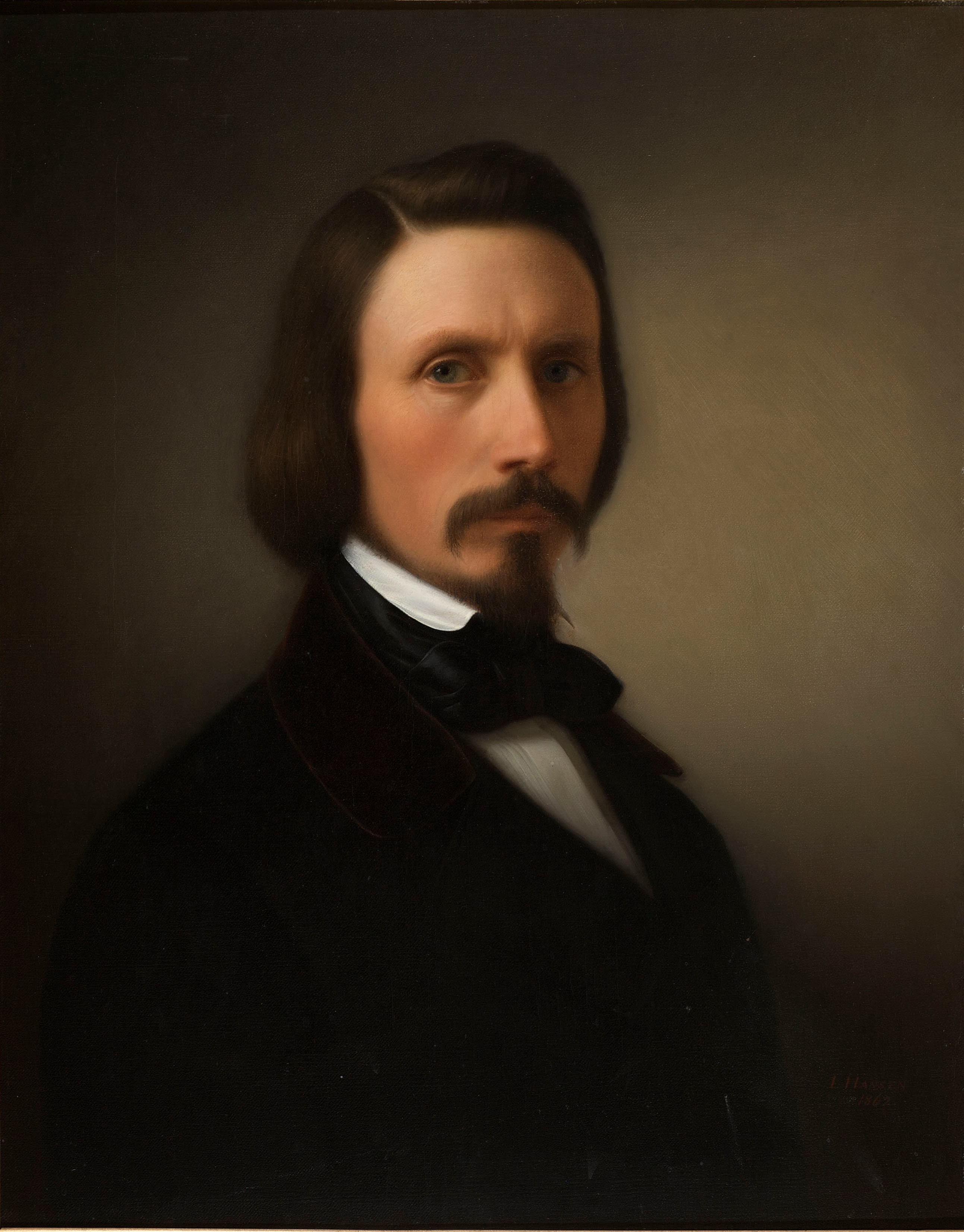
Lars Hansen: Selvportræt (Selbstporträt)